# Nyamugari (Sektor)
Nyamugari (Kinyarwanda Umurenge wa Nyamugari) ist einer von 12 Sektoren im Distrikt Kirehe in der Ostprovinz von Ruanda.

## Geographie
Nyamugari hat eine Fläche von 97,9 km² und liegt auf einer Höhe von etwa 1320 m. Der Sektor unterteilt sich in die fünf Zellen Bukora, Kagasa, Kazizi, Kiyanzi und Nyamugari. Nachbarsektoren sind im Norden Nyarubuye, im Osten Mahama, im Südwesten Kigarama und im Nordwesten Kigina. Die Südseite des Sektors liegt am Fluss Akagera, der die Grenze zu Tansania bildet.

## Bevölkerung
Zur Volkszählung von 2022 betrug die Einwohnerzahl 42.938. Zehn Jahre zuvor waren es 36.754, was einem jährlichen Bevölkerungszuwachs von 1,6 Prozent zwischen 2012 und 2022 entspricht.

## Verkehr
Entlang der Westseite des Sektors verläuft die Nationalstraße 4 nach Süden bis zur Grenze mit Tansania bei den Rusumo Falls. Im Norden von Nyamugari geht die Nationalstraße 25 nach Nordosten ab und von dieser eine District Road nach Südosten.